# في جميع أنحاء العالم (أغنية إليكتريك لايت أوكسترا)
أغنية "All Over the World" هي أغنية إليكتريك لايت أوكسترا (إي إل أو). عرضت الأغنية في فيلم Xanadu لعام 1980 في تسلسل مع نجوم الفيلم أوليفيا نيوتن جون، وجين كيلي، وميخائيل بيك. الأغنية موجودة أيضًا في ألبوم الموسيقى الصوتية Xanadu، وتم عرضها في 2007 مسرح برودواي الموسيقي Xanadu.
لقد تم إصدارها بعد أغنية «Xanadu» (بالتعاون مع أوليفيا نيوتن جون) وكانت هذه ثالث أفضل أغنية منفردة من عشرين أصدرتها الفرقة من مسارات صوتية عام 1980، حيث بلغت ذروتها في المرتبة 13 على بيلبورد هوت 100 الأمريكية.
تم تصوير تسلسل الأحداث في مكان تصوير فيلم Xanadu في متجر فياروتشي ببيفرلي هيلز.
يسرد قسم من الكلمات عددًا من المدن الشهيرة وهي: لندن وهامبورغ وباريس وروما وريو دي جانيرو وهونغ كونغ وطوكيو ولوس أنجلوس ومدينة نيويورك وأمستردام ومونت كارلو. آخر مكان تم ذكره في القائمة هو شارد إيند، بضاحية برمنغهام، في إنجلترا حيث ولد جيف لين.
ظهرت هذه الأغنية بشكل بارز في المقطع الدعائي لفيلم سايمون بيج الكوميدي الخيالي العلمي بول وكذلك لُعبت في نهاية الفيلم قبل الاعتمادات.

## الموظفين
اقتباسات مقتبسة من ألبوم Xanadu.
- جيف لين - غناء رئيسي، وغناء داعم، والقيثارات الكهربائية، والقيثارات الصوتية، والمزج
- بيف بيفان - الطبول، والقرع، والطبلاني
- ريتشارد تاندي - البيانو، والمزج، ولوحات المفاتيح
- كيلي غروكوت - جيتار باس، وغناء داعم
- لويس كلارك - سلاسل

## أداء الرسم البياني
| Chart (1980)                             | Peak position |
| ---------------------------------------- | ------------- |
| Australia (Kent Music Report)            | 78            |
| Belgium (أولتراتوب Flanders)             | 25            |
| Germany (Media Control AG)               | 27            |
| Netherlands (دتش توب 40)                 | 11            |
| Netherlands (Mega Single Top 100)        | 10            |
| UK Singles (The Official Charts Company) | 11            |
| US بيلبورد هوت 100                       | 13            |
| US Billboard Adult Contemporary          | 46            |
| US Cash Box                              | 14            |
| US Record World                          | 8             |

| Chart (1980) | Rank |
| ------------ | ---- |
| US Cash Box  | 100  |

| Chart (1980)                             | Peak position |
| ---------------------------------------- | ------------- |
| Australia (Kent Music Report)            | 78            |
| Belgium (أولتراتوب Flanders)             | 25            |
| Germany (Media Control AG)               | 27            |
| Netherlands (دتش توب 40)                 | 11            |
| Netherlands (Mega Single Top 100)        | 10            |
| UK Singles (The Official Charts Company) | 11            |
| US بيلبورد هوت 100                       | 13            |
| US Billboard Adult Contemporary          | 46            |
| US Cash Box                              | 14            |
| US Record World                          | 8             |

| Chart (1980) | Rank |
| ------------ | ---- |
| US Cash Box  | 100  |

| 1. 2. 3. 4. 5. 6. 7. 8. 9. 10. 11. 12. 13. - كلمات الأغنية الكاملة على مترولايركس |                                                                                |
| أيقونة بذرة                                                                       | هذه بذرة مقالة عن الموسيقى أو مؤلف موسيقي بحاجة للتوسيع. فضلًا شارك في تحريرها. |

| أيقونة بذرة | هذه بذرة مقالة عن الموسيقى أو مؤلف موسيقي بحاجة للتوسيع. فضلًا شارك في تحريرها. |